# Três Dias sem Deus
Três Dias sem Deus (Portugiesisch für: „Drei Tage ohne Gott“) ist ein schwarzweißes Filmdrama der portugiesischen Regisseurin Bárbara Virgínia aus dem Jahr 1946. Dies war der erste Spielfilm einer Frau in Portugal, gilt heute allerdings als verschollen.

## Inhalt
Die Grundschullehrerin Lídia tritt ihre neue Stelle in einem abgelegenen Bergdorf an, da teilt ihr der Arzt des Dorfes am ersten Tag mit, dass er mit dem Dorfpfarrer zusammen drei Tage verreisen wird.
In ihren ersten drei Tagen lernt sie Paulo Belfort kennen, einen im Dorf gefürchteten Mann, dem man im Ort nachsagt, er sei vom Teufel besessen und habe sowohl seine Frau umgebracht als auch die Kirche angezündet.
Lídia lernt danach die tatsächlichen Lebensumstände der abseits lebenden Familie Belfort kennen, womit sie das Misstrauen und die zunehmende Ablehnung der Dorfgemeinschaft auf sich zieht. Missverständnisse lassen das Misstrauen in offenen Hass umschlagen.

## Produktion und Rezeption
Der Film feierte am 30. August 1946 seine Kinopremiere. Er lief zudem am 5. Oktober 1946 im Wettbewerb bei den ersten Internationalen Filmfestspielen von Cannes 1946 und war dort für den Grand Prix, den Vorgänger der Goldenen Palme, nominiert.
Die Kritik nahm den Film positiv auf und er konnte auch Zuschauerinteresse wecken.
Produziert wurde der Film vom Schreibwarenhändler Felisberto Felismo, der seine Investition zwar an der Kinokasse wieder zurückbekam, danach jedoch keine weiteren Filme mehr produzierte und den Film auch nicht angemessen archivierte.
Bárbara Virgínia war mit diesem Film die erste Frau, die in Portugal einen Spielfilm erstellte. Sie übernahm hier zudem die weibliche Hauptrolle und schrieb dazu das Drehbuch, eine Adaption des unbekannten gebliebenen Romans Mundo Perdido des Autors und Regisseurs Gentil Marques.
Von den Verleihkopien blieb keine erhalten, lediglich später gefundene 868 tonlose Filmmeter der ursprünglichen 2800 Meter Film sind heute in der Cinemateca Portuguesa als letzter Rest archiviert. Diese Fragmente, ebenso wie die zeitgenössischen Kritiken, lassen eine überzeugende Atmosphäre der Angst durch eine gelungene Kamera und glaubwürdige Schauspielleistungen erahnen.